# Brestov (district de Prešov)
Pour les articles homonymes, voir Brestov.
Brestov (hongrois : Boroszló) est un village de Slovaquie situé dans la région de Prešov.

## Histoire
Première mention écrite du village en 1229.

## Démographie

### Évolution de la population
| Année:               | 1994. | 2004.   | 2014.   | 2024.   |
| -------------------- | ----- | ------- | ------- | ------- |
| Nombre de personnes: | 479   | 454     | 449     | 461     |
| Différence:          |       | -5,21 % | -1,10 % | +2,67 % |

| Année:               | 2023. | 2024. |
| -------------------- | ----- | ----- |
| Nombre de personnes: | 461   | 461   |
| Différence:          |       | +0 %  |